# Escape (Journey)
Escape (op hoes afgebeeld als E5C4P3) is het achtste muziekalbum van Journey dat op de Nederlandse markt werd uitgebracht. Het album dat in de Fantasy Studio te Berkeley (Californië) werd opgenomen, betekende het debuut van Jonathan Caine (ex The Babys) als opvolger van de vertrokken Gregg Rolie. De invloed van Rolie was al jaren vanaf het begin tanende blijkt bij dit album, want de stijl ten opzichte van het vorige album is nauwelijks veranderd. Journey schakelde naast de hun al bekende Kevin Elson wederom een muziekproducent in, die (in dit geval eenmaal) met Queen had gewerkt: Mike Stone.
Het album mocht zich (weer) in de Verenigde Staten in een grote belangstelling verheugen. Er kwamen vier hitsingles van het album: Don’t stop believin’ (Billboard Hot 100 nummer 9), Who’s crying now (nummer 4), Still they ride (nummer 19) en Open arms (nummer 2). Bovendien waren radioluisteraars weg van Stone in love en Mother, father.

## Musici
- Neal Schon – gitaar, zang
- Steve Perry – zang
- Jonathan Cain – toetsinstrumenten, zang
- Ross Valory – basgitaar, zang
- Steve Smith - slagwerk

## Muziek
Cain droeg meteen bij, bij haast alle composities. Hieronder genoemde nummers zijn alle geschreven door Cain, Schon en Perry, behalve waar anders vermeld.

| Nr. | Titel                                           | Duur |
| --- | ----------------------------------------------- | ---- |
| 1.  | Don't stop believin'                            | 4:11 |
| 2.  | Stone in love                                   | 4:26 |
| 3.  | Who's crying now (Cain, Perry)                  | 5:01 |
| 4.  | Keep on runnin'                                 | 3:40 |
| 5.  | Still They Ride                                 | 3:50 |
| 6.  | Escape                                          | 5:17 |
| 7.  | Lay it down                                     | 4:13 |
| 8.  | Dead or alive                                   | 3:21 |
| 9.  | Mother, father (Matt Schon, Schon, Perry, Cain) | 5:29 |
| 10. | Open arms (Cain, Perry)                         | 3:23 |

## Hitlijsten
Net als alle vorige albums (behalve de filmmuziek) haalde Escape de Billboard 200, maar deze keer had Journey voor een week de nummer 1-positie in beheer. Het verdrong Stevie Nicks Bella donna en werd verdrongen door Tattoo You van The Rolling Stones. Journey wist voor het eerst door te dringen in de hitlijst van het Verenigd Koninkrijk, 15 weken notering met een 32e plaats als hoogste. De single Don’t stop believing hielp het album niet echt in 1981, vier weken notering in voorjaar 1982. In 2009 kende single opnieuw een sluimerend bestaan in de lijst, maar in 2010 stond het zeven weken in de top 10. In 2012 kwam het wederom voor 2 weken terug.
Voor de hitlijsten bleef Nederland buiten bereik. De boven aangehaalde single Dont’stop believin’ haalde in de uitvoering van Journey ook amper de Nederlandse hitparades (Single Top 100, 3 weken met hoogste plaats 50, Nederlandse Top 40 bleef onbereikbaar, VRT Top 30 eveneens.

## Hitnoteringen

### NederlandseAlbum Top 100
| Hitnotering: 06-02-1982 t/m 17-04-1982 | Hitnotering: 06-02-1982 t/m 17-04-1982 | Hitnotering: 06-02-1982 t/m 17-04-1982 | Hitnotering: 06-02-1982 t/m 17-04-1982 | Hitnotering: 06-02-1982 t/m 17-04-1982 | Hitnotering: 06-02-1982 t/m 17-04-1982 | Hitnotering: 06-02-1982 t/m 17-04-1982 | Hitnotering: 06-02-1982 t/m 17-04-1982 | Hitnotering: 06-02-1982 t/m 17-04-1982 | Hitnotering: 06-02-1982 t/m 17-04-1982 | Hitnotering: 06-02-1982 t/m 17-04-1982 | Hitnotering: 06-02-1982 t/m 17-04-1982 | Hitnotering: 06-02-1982 t/m 17-04-1982 |
| Week:                                  | 1                                      | 2                                      | 3                                      | 4                                      | 5                                      | 6                                      | 7                                      | 8                                      | 9                                      | 10                                     | 11                                     |                                        |
| -------------------------------------- | -------------------------------------- | -------------------------------------- | -------------------------------------- | -------------------------------------- | -------------------------------------- | -------------------------------------- | -------------------------------------- | -------------------------------------- | -------------------------------------- | -------------------------------------- | -------------------------------------- | -------------------------------------- |
| Positie:                               | 49                                     | 37                                     | 32                                     | 34                                     | 35                                     | 38                                     | 49                                     | 41                                     | 39                                     | 41                                     | 46                                     | uit                                    |